# Федяевский, Иван Константинович
Ива́н Константи́нович Федяевский (29 февраля 1876, Воронеж — 31 июля 1939, Верден) — русский морской офицер-артиллерист. Участник Первой Мировой войны, Гражданской войны в России. Капитан 1-го ранга (28.06.1917). Эмигрант.

## Биография
Родился 29 февраля 1876 года в Воронеже в дворянской семье. Сын известного воронежского врача, действительного статского советника, Константина Васильевича Федяевского (1835, Тамбов — 1919, Воронеж). В семье было семь детей: Константин, Марианна, Наталья, Иван, Елизавета, Андрей, Георгий. Иван — выпускник Воронежской гимназии. Окончил Санкт-Петербургский университет.
Юнкер флота (1900). Окончил Морской кадетский корпус в 1902 году. Мичман (1902). Окончил Михайловскую артиллерийскую академию в 1907 году (у В. Доценко указано— Артиллерийский офицерский класс в 1908 году). Флагманский артиллерийский офицер Штаба начальника Балтийского отряда судов (1910—1911). Флагманский артиллерийский офицер Штаба начальника Бригады линкоров Балтийского моря (1911). Капитан 2-го ранга (6.12.1912). Командовал канонерской лодкой «Кореец II» в 1913—1914 годах в составе учебно-артиллерийского отряда Балтийского флота.
Участник Первой Мировой войны. Начальник гарнизона острова Моон (ныне Муху) в 1915 году. Назначен исполнять должность начальника артиллерии Або-Аландской шхерной позиции Приморского фронта 21 ноября 1915 года. Начальник артиллерии Приморского Фронта 11 декабря 1915 года. Назначен исполнять должность главного артиллериста Балтийского флота 10 марта 1917 года. Капитан 1-го ранга с 28 июня 1917 года.
В ходе Гражданской войны служил в Белом флоте ВСЮР на Чёрном море, с весны 1920 года командир отряда Каркинитского залива Черноморского флота ВСЮР. С октября 1920 года и до эвакуации Крыма старший морской начальник в Феодосии. Находился на борту транспорта «Дон». В районе Ялты «Дон» встретился с крейсером «Генерал Корнилов», на котором был Главнокомандующий генерал П. Н. Врангель и штаб морского флота. Врангель вместе с начальником штаба флота отправился на «Дон», где принял рапорт Федяевского. Далее Врангель отбыл с инспекцией в Феодосийский залив и Керчь, а «Дон» пошел на соединение с транспортом «Крым» и далее в Константинополь. На борту «Дона» в числе беженцев находился его брат подпоручик Георгий Константинович Федяевский (1883—1961), их племянник, участник Белого движения, Сергей Константинович Федяевский и родственник присяжный поверенный Николай Блюммер.
В ноябре 1920 года в ходе Крымской эвакуации ушел с Русской эскадрой в Стамбул. С 21 ноября 1920 года назначен командиром линейного корабля «Генерал Алексеев». 10 декабря 1920 года вышел в Бизерту. 29 декабря 1920 в Бизерте корабли русской эскадры были интернированы Францией. На 25 марта 1921 года Федяевский в составе русской эскадры в Бизерте.
Жил во Франции. Сотрудник журнала русских офицеров-белоэмигрантов «Часовой» в 1929 и 1930 годах. Умер 31 июля 1939 года в Вердене во Франции.